# Сігурд Престмо
Сі́гурд Я́кобсен Пре́стмо (норв. Sigurd Jacobsen Prestmo; нар. 6 жовтня 2006) — норвезький футболіст, нападник клубу «Тромсе».

## Клубна кар'єра
Вихованець команди «Трюгг-Ладе». 14 травня 2022 року дебютував за клуб в матчі Третього дивізіону проти «Колстада». 10 вересня 2022 року в поєдинку проти «Стріндгейма» забив свій перший гол у кар'єрі.
15 серпня 2023 року приєднався до «Рангейма». 15 вересня 2023 року дебютував в основному складі «Рангейма» в матчі Першого дивізіону проти «Рауфосса». 26 липня 2024 року на правах оренди перейшов у «Схйордалс-Блінк» до кінця сезону. 27 липня дебютував за клуб в матчі Другого дивізіону проти «Стреммена». 31 серпня 2024 року в поєдинку проти «Стріндгейма» забив свій перший гол за «Схйордалс-Блінк».
23 лютого 2025 року перейшов в «Тромсе», підписавши контракт до 2028 року. 13 квітня 2025 року дебютував за нову команду в матчі Кубка Норвегії проти «Гамни», вийшовши в стартовому складі. 27 квітня в поєдинку проти «Вікінга» дебютував в Елітесеріені, вийшовши на заміну.

## Кар'єра в збірній
Виступав за збірні Норвегії до 19 років. В травні 2025 року потрапив в заявку збірної до 19 років на юнацький чемпіонат Європи в Румунії. На турнірі провів два матчі, а його команда не вийшла з групи.

## Статистика виступів
Станом на 5 липня 2025
| Клуб              | Сезон             | Чемпіонат         | Чемпіонат | Чемпіонат | Кубок | Кубок | Єврокубки | Єврокубки | Інші  | Інші | Всього | Всього | Всього |
| Клуб              | Сезон             | Дивізіон          | Матчі     | Голи      | Матчі | Голи  | Матчі     | Голи      | Матчі | Голи | Матчі  | Голи   |        |
| ----------------- | ----------------- | ----------------- | --------- | --------- | ----- | ----- | --------- | --------- | ----- | ---- | ------ | ------ | ------ |
| Трюгг-Ладе        | 2022              | Третій дивізіон   | 13        | 1         | 1     | 0     | —         | —         | —     | —    | 14     | 1      |        |
| Трюгг-Ладе        | 2023              | Третій дивізіон   | 0         | 0         | 1     | 0     | —         | —         | —     | —    | 1      | 0      |        |
| Трюгг-Ладе        | Всього            | Всього            | 13        | 1         | 2     | 0     | 0         | 0         | 0     | 0    | 15     | 1      |        |
| Рангейм           | 2023              | Перший дивізіон   | 3         | 0         | 0     | 0     | —         | —         | —     | —    | 3      | 0      |        |
| Рангейм           | 2024              | Перший дивізіон   | 0         | 0         | 2     | 0     | —         | —         | —     | —    | 2      | 0      |        |
| Рангейм           | Всього            | Всього            | 3         | 0         | 2     | 0     | 0         | 0         | 0     | 0    | 5      | 0      |        |
| → Схйордалс-Блінк | 2024              | Другий дивізіон   | 10        | 1         | 0     | 0     | —         | —         | —     | —    | 10     | 1      |        |
| Тромсе            | 2025              | Елітесеріен       | 3         | 0         | 2     | 0     | —         | —         | —     | —    | 5      | 0      |        |
| Всього за кар'єру | Всього за кар'єру | Всього за кар'єру | 29        | 2         | 6     | 0     | 0         | 0         | 0     | 0    | 35     | 2      |        |